# Basil Temple Blackwood
Pour les articles homonymes, voir Blackwood.
Basil Temple-Blackwood (né le 4 novembre 1870 à Clandeboye, en Irlande et mort au combat le 4 juillet 1917), est un avocat, haut fonctionnaire, officier et illustrateur anglais.

## Jeunesse
Temple Blackwood est le fils benjamin du marquis Frederick Temple Blackwood et d'Hariot Hamilton-Temple-Blackwood. Il grandit au Canada, où son père est Gouverneur Général, fait ses études à Harrow puis à Balliol College (Oxford) en 1891, sans toutefois aller jusqu'à la licence. Il s'y lie d'amitié avec Hilaire Belloc, avec lequel il s'adonne à de longues randonnées et au canoë.

## Illustrations

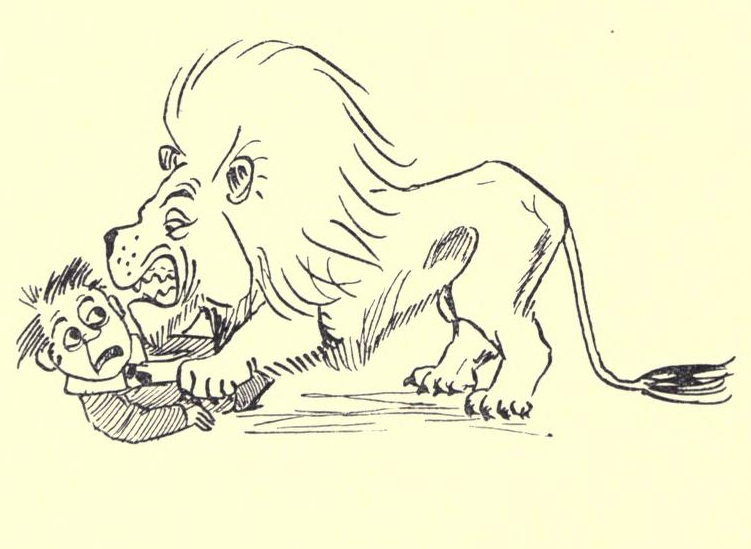
Illustration de Basil Temple Blackwood pour le recueil des Cautionary Tales d'Hilaire Belloc : Jim, qui s'éloigna de sa gouvernante et mourut mangé par un lion.

En 1896, Belloc sollicite Blackwood afin qu'il illustre son recueil de fables satiriques, The Bad Child's Book of Beasts. On a parfois rapproché les dessins minimalistes de Blackwood, exécutés à la plume et simplement signés B.T.B., de l’expressionnisme:123 ; l'ouvrage connaît un succès immédiat. Blackwood illustre par la suite bien d'autres livres de Belloc : The Modern Traveller (1898), A Moral Alphabet (1899), More Peers (1900), Cautionary Tales for Children (1907) et More Beasts for Worse Children (1910). Dans l'introduction versifiée des Cautionary Tales, Belloc décrit les dessins à l'encre de Blackwood comme ...les plus belles choses que vous ayez jamais vues ; mais certains critiques y trouvent des marques d'antisémitisme:124.

## La «pépinière Miller»
Blackwood étudie le droit et est admis au Barreau de Londres en 1896. En 1900, Lord Milner, nommé Haut-Commissaire d'Afrique du Sud, rassemble autour de lui un cercle de jeune fonctionnaires prometteurs (la pépinière Miller, en anglais Milner's Kindergarten) et sollicite ses services en 1897. Blackwood exerce les fonctions de procureur, puis de secrétaire-adjoint de la colonie de la Vallée d'Orange de 1901 à 1907. Secrétaire général de la Barbade en 1907, il rentre en Angleterre en 1910, pour y prendre les fonctions de secrétaire adjoint de la Commission du Développement Rural.

## États de service
Lorsqu’éclate la Première guerre mondiale, Blackwood, déjà âgé de 44 ans, obtient une commission de lieutenant en second dans le 9e Lanciers. Chevau-léger à la Bataille de Mons, il est grièvement blessé en octobre 1914 et rapatrié au Royaume-Uni. À peine rétabli, il sert dans les services secrets, et exerce les fonctions de Secrétaire du Lord Lieutenant d'Irlande en 1916 ; mais lorsqu'il est suffisamment rétabli, il reçoit dans l'année la promotion de lieutenant dans les Grenadier Guards. Blackwood est tué dans un raid de nuit sur Boezinge près d'Ypres le 4 juillet 1917. Son nom figure sur la Porte de Menin.

## Source
- (en) Cet article est partiellement ou en totalité issu de l’article de Wikipédia en anglais intitulé « Basil Temple Blackwood » (voir la liste des auteurs).